# Sonny Stitt

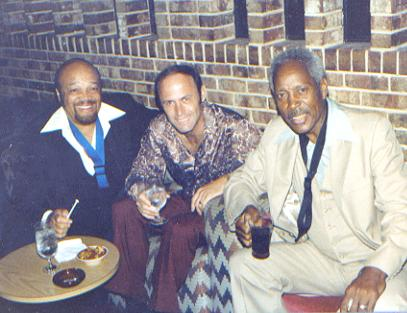
Red Holloway, Bubba Kolb y S. Stitt.

Sonny Stitt (Edward Stitt, Boston, 2 de febrero de 1924-Washington, 22 de julio de 1982) fue un músico estadounidense de jazz, saxofonista tenor y alto; también tocaba ocasionalmente el barítono. Se trata de uno de los principales seguidores de Charlie Parker, de cuya estela pudo empezar a separarse al empezar a usar el saxo tenor, momento en que la influencia de Parker fue compensada con la de Lester Young. A su vez, fue una relativa influencia para John Coltrane. Sus estilos son los del bop, hard bop y soul jazz.

## Infancia
Con el nombre de Edward Hammond Boatner, Jr. nació en Boston, Massachusetts, y creció en Saginaw, Míchigan. Su padre, Edward Boatner, era un cantante barítono, compositor y profesor de música de la universidad; su hermano era un pianista de formación clásica; y su madre era profesora de piano.
Sonny fue dado en adopción en 1924 por su padre. Nadie parece saber por qué Boatner abandonó a su hijo, pero el niño fue adoptado por la familia Stitt, que lo crio en Saginaw. Más tarde comenzó a llamarse a sí mismo "Sonny". Mientras estaba en la escuela secundaria en Saginaw, Stitt tocó en la Len Francke Band, una popular banda de swing local.

## Carrera hasta 1970
En 1943, Stitt conoció a Charlie Parker y, como a menudo recordaría más tarde, los dos hombres descubrieron que sus estilos tenían una similitud extraordinaria que era en parte coincidente y no simplemente debido a la emulación de Stitt. Se dice que Parker comentó: "Bueno, voy a estar maldito, suenas igual que yo", a lo que Stitt respondió: "Bueno, no puedo evitar la forma en que sueno. Es la única forma en que sé cómo tocar." Kenny Clarke comentó sobre el enfoque de Stitt: "Incluso si no hubiera habido un Bird, habría habido un Sonny Stitt".
Stitt había tocado en algunas bandas de swing a principios de la década de los años 1940 y apareció en la gran banda de Tiny Bradshaw a principios de los años cuarenta. Reemplazó a Charlie Parker en la big band de bop Dizzy Gillespie en 1945 y en 1946 hizo las primeras grabaciones bajo su propio nombre para Savoy Records, que estableció sus credenciales de bop.
Stitt tocó saxofón alto en la gran banda de Billy Eckstine junto a los futuros pioneros del bop Dexter Gordon y Gene Ammons a partir de 1945, cuando comenzó a tocar el saxofón tenor con más frecuencia, para evitar ser considerado como un imitador de Charlie Parker. Más tarde, tocó con Gene Ammons y Bud Powell. Stitt pasó un tiempo en la prisión federal en Lexington, Kentucky, entre 1948 y 1949 por vender narcóticos. 
Stitt, cuando tocaba el saxofón tenor, parecía liberarse de algunas de las críticas de que estaba imitando el estilo de Parker. De hecho, Stitt comenzó a desarrollar un sonido mucho más distintivo en el tenor. Tocó con otros músicos de bop, Bud Powell y Eddie "Lockjaw" Davis, un tenor con un tono claramente duro en comparación con Stitt, en la década de los 50 y grabó varios temas para la discográfica Prestige Records, así como álbumes para Argo, Verve y Roost. Stitt experimentó con el jazz afrocubano a fines de la década de los 50, y los resultados pueden escucharse en sus grabaciones para Roost y Verve, en las que se asoció con Thad Jones y Chick Corea para versiones latinas de estándares como "Autumn Leaves".
Stitt se unió brevemente a Miles Davis en 1960, y las grabaciones con el quinteto de Davis solo se pueden encontrar en vivo en la gira de 1960. Los conciertos en Mánchester y París están disponibles comercialmente y también en varios conciertos (que incluyen sets del quinteto anterior con John Coltrane) en la grabación Live at Stockholm (Dragon), que incluyeron a Wynton Kelly, Jimmy Cobb y Paul Chambers. Sin embargo, Miles despidió a Stitt debido a su dependencia del alcohol, y lo reemplazó por Hank Mobley. Más tarde, en la década de los 60, Stitt rindió homenaje a una de sus principales influencias, Charlie Parker, en el álbum Stitt Plays Bird, que presenta a Jim Hall en la guitarra.
Stitt grabó varios discos memorables con su amigo y compañero saxofonista Gene Ammons, interrumpido por la propia prisión de Ammons por posesión de narcóticos. Los discos grabados por estos dos saxofonistas son considerados por muchos como algunos de los mejores trabajos de Ammons y Stitt, por lo que la asociación Ammons / Stitt pasó a la posteridad como una de las mejores alianzas de dúos en el jazz, junto a Zoot Sims y Al Cohn, y Johnny Griffin con Eddie "Lockjaw" Davis. Stitt se aventuraría en el soul jazz, y grabó con el también saxofonista tenor Booker Ervin en 1964 en el álbum Soul People. Stitt también grabó con el exalumno de Duke Ellington, Paul Gonsalves en 1963 para Impulse!, el álbum Salt And Pepper en 1963. Por esa época también apareció regularmente en el club Ronnie Scott's en Londres, un encuentro en vivo de 1964 con Ronnie Scott, The Night Has A Thousand Eyes, finalmente salió a la luz, y otro de 1966 con el guitarrista residente Ernest Ranglin y saxofonista tenor británico Dick Morrissey. Stitt fue uno de los primeros músicos de jazz en experimentar con el sistema de amplificación Varitone de Selmer, como se escuchó en los álbumes What's New en 1966 y Parallel-A-Stitt en 1967.

## Últimos años
En la década de los años 1970, Stitt disminuyó un poco su producción de grabaciones, y en 1972, produjo otro clásico, Tune-Up!, que fue y sigue siendo considerado por muchos críticos de jazz, como Scott Yanow, como su disco definitivo. De hecho, su solos ardientes y efervescentes fueron bastante reminiscentes de su anterior forma de tocar. En 1971 también grabó otro álbum con Varitone, Just The Way It Was - Live At The Left Bank, que se lanzó en 2000.

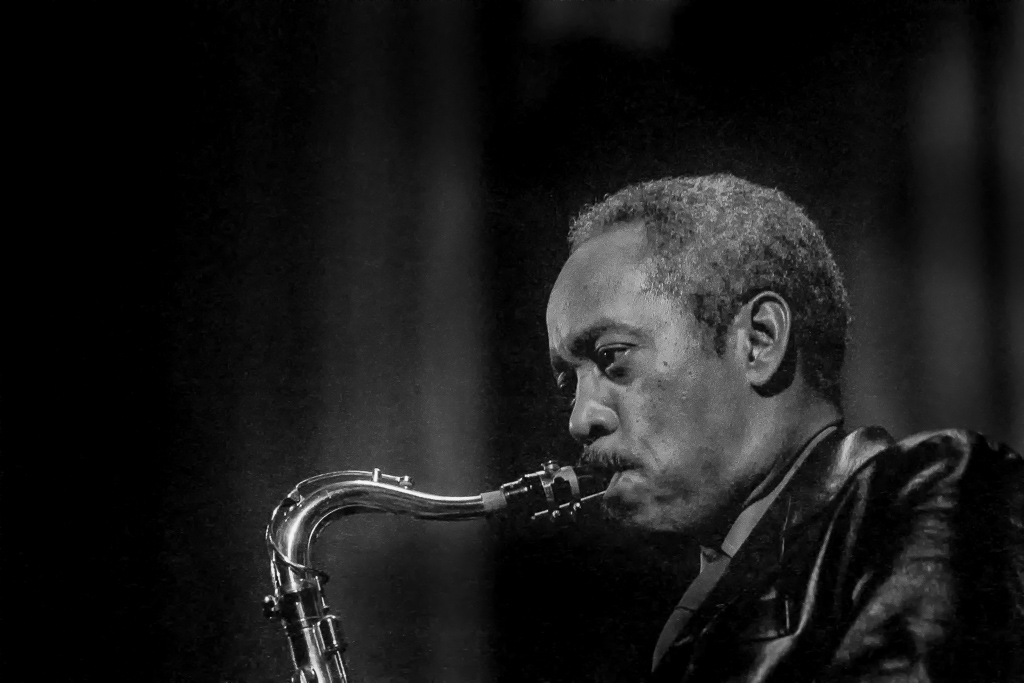
Sonny Stitt en 1971

Con el paso de los años, el estilo y la técnica que parecían una derivación de Parker adquirieron una individualidad propia. Su velocidad, resistencia, pulido, finura y ataque de balanceo fueron notablemente consistentes y lo hacen figurar entre los grandes saxos tenores de su época.
Era muy respetado en el mundillo del jazz americano tanto de Nueva York como de la Costa Oeste. Art Pepper en sus memorias considera uno de sus momentos más gloriosos cuando creyó imponerse a Sonny Stitt interpretando Cherokee en San Francisco y en el cierre de su libro titulado Una vida ejemplar, explica el desafío con Stitt en el escenario: "Tocamos el principio, la melodía, y Sonny se embarcó en el primer solo. Y tocó por lo menos cuarenta chorus. Estuvo tocando quizá una hora seguida, hizo todo lo que podía hacerse con un saxofón. Y de pronto se detuvo. Y me miró como diciendo: `Para que aprendas, capullo. Ahora te toca a ti.’ (…) Yo toqué como nunca en la vida. Rebusqué en mi mente y encontré mi forma personal, y lo que expresé le llegó al público. Toqué y toqué, y cuando finalmente acabé estaba temblando de pies a cabeza. Tenía el corazón desbocado. Estaba empapado en sudor, y la gente aplaudía y vitoreaba. Miré a Sonny; me contenté con hacerle un pequeño gesto con la cabeza. `¡Muy bueno!’, dijo él. Eso fue lo que pasó. Y eso es lo que importa en la vida”.
La productividad de Stitt disminuyó en la década de los 70 debido al alcoholismo. Stitt había bebido mucho desde que abandonó la heroína a finales de los años cincuenta, pero el abuso comenzaba a pasar factura. Una serie de convulsiones inducidas por el alcohol causaron que Stitt se abstuviera y dejara el hábito para siempre. Stitt dijo de esta época: "Fue lamentable, hombre ... realmente fui un esclavo. He vuelto de la muerte, porque allí es donde estaba, hombre. Estaba muerto".
Stitt se unió al grupo de estrellas Giants of Jazz (que también contó con Art Blakey, Dizzy Gillespie, Thelonious Monk, Kai Winding y el bajista Al McKibbon) e hizo álbumes para Atlantic, Concord y Emarcy. Sus últimas grabaciones fueron hechas en Japón. Un rejuvenecido Stitt también realizó una gira con Red Holloway a fines de la década de los 70, quien notó una marcada mejoría en su forma de tocar. 
Casado con una corista en 1952 y divorciado en 1959, Sonny Stitt era apodado Lone Wolf (Lobo Solitario), a pesar de su carácter afable y su seriedad en el trabajo. Un mes antes de morir en 1982, enfermo de cáncer de hígado, había grabado su último disco en Japón. En 1982, Stitt sufrió un ataque al corazón, y murió el 22 de julio en Washington D. C.

## Discografía

### Como líder/colíder
- 1949-50: Sonny Stitt/Bud Powell/J. J. Johnson (Prestige [1956])
- 1950: Stitt's Bits (Prestige [1958])
- 1950-52: Kaleidoscope (Prestige [1957])
- 1953: Sonny Stitt Plays Arrangements from the Pen of Johnny Richards (Roost)
- 1954: Jazz at the Hi-Hat (Roost)
- 1954: The Battle of Birdland (Roost) con Eddie Davis
- 1955: Sonny Stitt Plays Arrangements from the Pen of Quincy Jones (Roost)
- 1956: Sonny Stitt Plays (Roost)
- 1956: New York Jazz (Verve)
- 1956: For Musicians Only (Verve) con Dizzy Gillespie y Stan Getz
- 1956: 37 Minutes and 48 Seconds with Sonny Stitt (Roost)
- 1957: Personal Appearance (Verve)
- 1957: Sonny Stitt with the New Yorkers (Roost)
- 1957: Only the Blues (Verve)
- 1957: Sonny Side Up (Verve) con Dizzy Gillespie y Sonny Rollins
- 1958: The Saxophones of Sonny Stitt (Roost)
- 1958: Sonny Stitt (Argo)
- 1958: Burnin' (Argo)
- 1959: The Hard Swing (Verve)
- 1959: Sonny Stitt Plays Jimmy Giuffre Arrangements (Verve)
- 1959: A Little Bit of Stitt (Roost)
- 1959: Sonny Stitt Sits in with the Oscar Peterson Trio (Verve) con Oscar Peterson
- 1959: The Sonny Side of Stitt (Roost)
- 1959: Sonny Stitt Blows the Blues (Verve)
- 1959: Saxophone Supremacy (Verve)
- 1959: Sonny Stitt Swings the Most (Verve)
- 1960: Stittsville (Roost)
- 1960: Previously Unreleased Recordings (Prestige)
- 1960: Sonny Side Up (Roost)
- 1961: The Sensual Sound of Sonny Stitt (Verve) con The Ralph Burns Strings
- 1961: Sonny Stitt at the D. J. Lounge (Argo)
- 1961: Dig Him! (Argo) con Gene Ammons
- 1961: Boss Tenors (Verve) con Gene Ammons
- 1962: Stitt Meets Brother Jack (Prestige) con Jack McDuff
- 1962: Boss Tenors in Orbit! (Verve) con Gene Ammons
- 1962: Soul Summit (Prestige) con Gene Ammons y Jack McDuff
- 1962: Feelin's (Roost)
- 1962: Low Flame (Jazzland)
- 1960–62: Stitt in Orbit (Roost)
- 1962: Sonny Stitt & the Top Brass (Atlantic)
- 1962: Rearin' Back (Argo)
- 1963: Stitt Plays Bird (Atlantic)
- 1963: My Mother's Eyes (Pacific Jazz) con Charles Kynard
- 1963: Move on Over (Argo)
- 1963: Now! (Impulse!)
- 1963: Salt And Pepper (Impulse)
- 1963: Soul Shack (Prestige)
- 1963: Stitt Goes Latin (Roost)
- 1963: Primitivo Soul! (Prestige)
- 1964: My Main Man (Argo) con Bennie Green
- 1964: Shangri-La (Prestige) con Don Patterson
- 1964: Soul People (Prestige) con Booker Ervin y Don Patterson
- 1965: Inter-Action (Cadet) con Zoot Sims
- 1965: Broadway Soul (Colpix)
- 1965: Concerto For Jazz Lovers/JustDust (Wingate) (Sencillo)
- 1965: Stitt's Groove (Wingate) (Sencillo)
- 1965: The Double-O-Soul of Sonny Stitt Part1/Part2 (Wingate) (Sencillo)
- 1965: Sax Expressions (Roost)
- 1965: Live at Ronnie Scott's
- 1965: The Matadors Meet the Bull (Roulette)
- 1965: Pow! (Prestige)
- 1965: Night Crawler (Prestige) con Don Patterson
- 1966: Soul in the Night (Cadet) con Bunky Green
- 1966: What's New!!! (Roulette)
- 1966: I Keep Comin' Back! (Roulette)
- 1966: Deuces Wild (Atlantic) con Robin Kenyatta
- 1967: Parallel-a-Stitt (Roulette)
- 1968: Made for Each Other (Delmark)
- 1968: Soul Electricity! (Prestige)
- 1968: Come Hither (Solid State)
- 1969: Night Letter (Prestige)
- 1969: Little Green Apples (Solid State)
- 1971: Turn It On! (Prestige)
- 1971: You Talk That Talk! (Prestige) con Gene Ammons
- 1971: Black Vibrations (Prestige)
- 1971: Just the Way It Was (Hyena)
- 1972: Tune-Up! (Cobblestone)
- 1972: Goin' Down Slow (Prestige)
- 1972: Constellation (Cobblestone)
- 1972: So Doggone Good (Prestige)
- 1972: 12! (Muse)
- 1973: Mr. Bojangles (Cadet)
- 1973: The Champ (Muse)
- 1973: God Bless Jug and Sonny (Prestige) con Gene Ammons
- 1973: Left Bank Encores (Prestige) con Gene Ammons
- 1973: Together Again for the Last Time (Prestige) con Gene Ammons
- 1974: Satan (Cadet)
- 1975: Never Can Say Goodbye (Cadet)
- 1975: Mellow (Muse)
- 1975: Dumpy Mama (Flying Dutchman)
- 1975: My Buddy: Sonny Stitt Plays for Gene Ammons (Muse)
- 1975: Blues for Duke (Muse)
- 1976: Stomp Off Let's Go (Flying Dutchman)
- 1976: Forecast: Sonny & Red (Catalyst) con Red Holloway
- 1977: I Remember Bird (Catalyst)
- 1977: Sonny Stitt with Strings: A Tribute to Duke Ellington (Catalyst)
- 1978: The Sonny Stitt Quintet (Finite)
- 1978: Sonny Stitt Meets Sadik Hakim (Progressive)
- 1979: Zimbo Convida Sonny Stitt (Clam) con The Zimbo Trio
- 1980: Groovin' High (Atlas)
- 1980: Atlas Blues "Blow & Ballad" (Atlas)
- 1980: Sonny's Back (Muse)
- 1981: In Style (Muse)
- 1981: Sonny, Sweets and Jaws: Live at Bubbas, Who's Who in Jazz (con Harry "Sweets" Edison y Eddie Lockjaw Davis)
- 1981: Just in Case You Forgot How Bad He Really Was
- 1982: The Last Stitt Sessions (Muse)

### Como músico de sesión
Con Gene Ammons
- All Star Sessions (Prestige, 1950–55)
- Jug and Sonny (Chess 1958)
- Dig Him (Argo 1961) (Prestige 1969 como We'll Be Together Again)
- Boss Tenors (Verve 1961)
- Boss Tenors In Orbit (Verve 1962)
- Soul Summit (Prestige 1962)
- You Talk That Talk (Prestige 1970)
- God Bless Jug and Sonny Live at the Left Bank (Prestige 1973)
- Left Bank Encores (Prestige 1973)
- Together Again For the Last Time (Prestige 1974)

Con Art Blakey
- A Jazz Message (Impulse!, 1963)
- In Walked Sonny (Sonet, 1975)

Con Miles Davis
- Miles Davis in Stockholm 1960 Complete with John Coltrane and Sonny Stitt (Dragon, 1992)

Con Dizzy Gillespie
- The Modern Jazz Sextet (Verve 1956) con Skeeter Best, John Lewis, Percy Heath y Charli Persip
- Sonny Side Up (Verve 1957) Sextet con Sonny Rollins, Ray Bryant, Tommy Bryant, y Charli Persip
- Duets (Verve, 1957) Quintetos con Sonny Stitt o Sonny Rollins, con Ray Bryant, Tommy Bryant y Charlie Persip
- The Giants of Jazz (Atlantic, 1971) con Art Blakey, Al McKibbon, Thelonious Monk y Kai Winding
- The Bop Session (Sonet, 1975) con John Lewis, Hank Jones, Percy Heath y Max Roach

Con Milt Jackson
- Loose Walk (Palcoscenico, 1980)

Con Oscar Peterson
- The Oscar Peterson Trio with Sonny Stitt, Roy Eldridge and Jo Jones at Newport (Verve 1957)

Con Don Patterson
- Patterson's People (Prestige, 1964)
- The Boss Men (Prestige, 1965)
- Funk You! (Prestige, 1968)
- Brothers-4 (Prestige, 1969)
- Donny Brook (Prestige, 1969)
- Tune Up! (Prestige, 1964–69)

Con Zimbo Trio
- Zimbo Trio invites Sonny Stitt, (1979) Clam/Continental